# Liste der diplomatischen Vertretungen in Rumänien

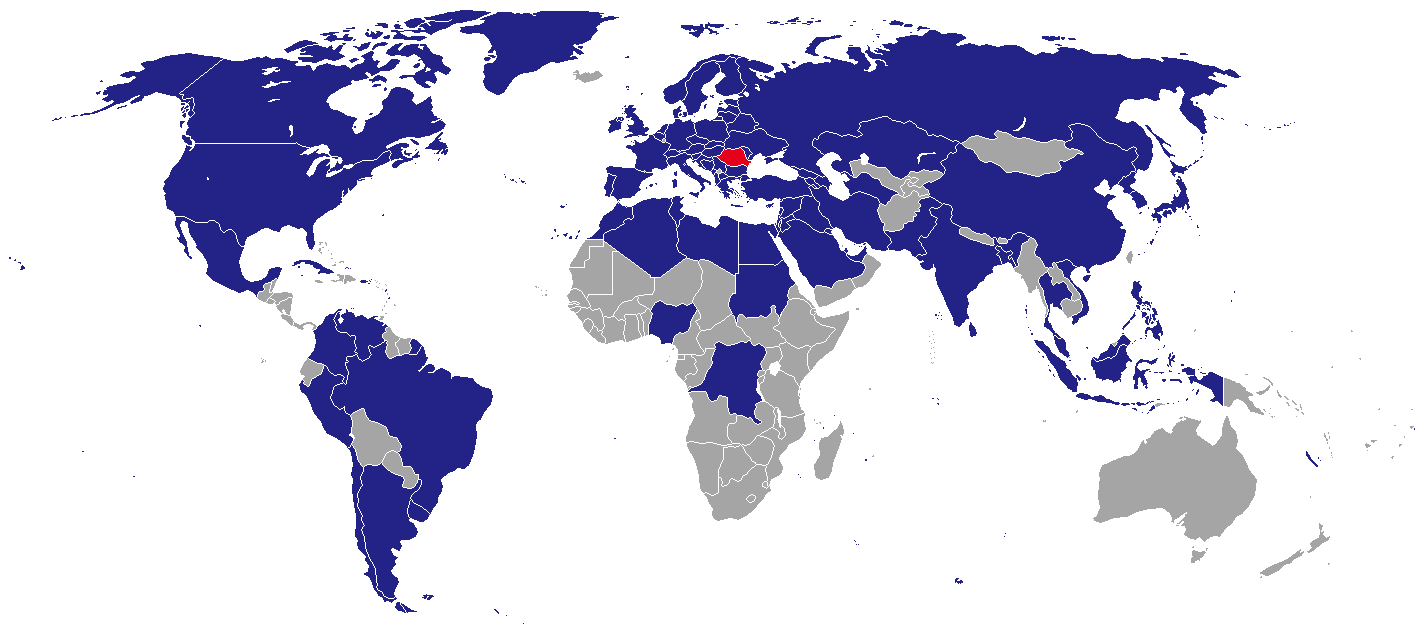
Staaten mit einer Botschaft in Rumänien

Die Liste der diplomatischen Vertretungen in Rumänien führt Botschaften und Konsulate auf, die im 
europäischen Staat Rumänien eingerichtet sind (Stand 2019).

## Botschaften in Bukarest
82 Botschaften sind in der Rumäniens Hauptstadt Bukarest eingerichtet (Stand 2019).

### Staaten
| - Albanien: Botschaft - Algerien: Botschaft - Argentinien: Botschaft - Armenien: Botschaft - Österreich: Botschaft - Aserbaidschan: Botschaft - Belarus: Botschaft - Belgien: Botschaft - Bosnien und Herzegowina: Botschaft - Brasilien: Botschaft - Bulgarien: Botschaft - Kanada: Botschaft - Chile: Botschaft - Volksrepublik China: Botschaft - Demokratische Republik Kongo: Botschaft - Kroatien: Botschaft - Kuba: Botschaft - Zypern: Botschaft - Tschechien: Botschaft - Dänemark: Botschaft - Ägypten: Botschaft - Estland: Botschaft - Finnland: Botschaft - Frankreich: Botschaft - Georgien: Botschaft - Deutschland: Botschaft - Griechenland: Botschaft | - Ungarn: Botschaft - Indien: Botschaft - Indonesien: Botschaft - Iran: Botschaft - Irak: Botschaft - Irland: Botschaft - Israel: Botschaft - Italien: Botschaft - Japan: Botschaft - Jordanien: Botschaft - Kasachstan: Botschaft - Kuwait: Botschaft - Libanon: Botschaft - Libyen: Botschaft - Litauen: Botschaft - Malaysia: Botschaft - Marokko: Botschaft - Mexiko: Botschaft - Moldau: Botschaft - Montenegro: Botschaft - Niederlande: Botschaft - Nigeria: Botschaft - Nordkorea: Botschaft - Nordmazedonien: Botschaft - Norwegen: Botschaft - Pakistan: Botschaft - Palästina: Botschaft - Peru: Botschaft | - Polen: Botschaft - Portugal: Botschaft - Katar: Botschaft - Russland: Botschaft - Saudi-Arabien: Botschaft - Serbien: Botschaft - Slowakei: Botschaft - Slowenien: Botschaft - Südafrika: Botschaft - Südkorea: Botschaft - Spanien: Botschaft - Sudan: Botschaft - Schweden: Botschaft - Schweiz: Botschaft - Syrien: Botschaft - Thailand: Botschaft - Tunesien: Botschaft - Türkei: Botschaft - Turkmenistan: Botschaft - Ukraine: Botschaft - Vereinigte Arabische Emirate: Botschaft - Vereinigtes Königreich: Botschaft - Vereinigte Staaten: Botschaft - Uruguay: Botschaft - Vietnam: Botschaft |

### Vertretungen Internationaler Organisationen
- Vatikanstadt: Botschaft
- Malteserorden: Botschaft